# Правила игре (музичка група)
Правила игре је хрватски поп-рок бенд, који је до сада издао три студијска албума. Чланови бенда су Иван Пенезић, рођен 1992. године, вокал, пореклом из Загреба, бубњар Горан Белошевић, рођен 1985. године, такође из Загреба, клавијатуриста Марко Белошевић, рођен 1982. године, из Загреба, и Петар Ричко, рођен 1997, бас гитариста из Вараждина. Бивши чланови бенда су Матија Шкоро, Ален Опачић, Денис Декс Марјановић и Марко Кутлић, који се касније прославио као соло извођач.

## Дискографија

### Албуми
- Небо на мојој страни (2017, Хит рекордс)
- Како нам ствари стоје (2018, Менарт)
- Усне од шећера (2023, Кроејша рекордс)

### Синглови
- Лијек за бесане ноћи (2015)
- Камен на души (2015)
- Небо на мојој страни (2015)
- На улазу (2016)
- Оковано срце (2016)
- Загрли ме (2016)
- Ако (2017)
- Мушка суза (2017)
- Име љубави (2018)
- Баш кад ми не треба (2019)
- Усне од шећера (2020)
- У хладној соби (2020)
- Једина (2021)
- Сретан божић љубави (2021)
- Само ти (2021)
- Луђак (2023)[4][5]
- Умријет за љубав (2024)